# منصور البلوشي
منصور البلوشي (مواليد 18 مارس 1991) لاعب كرة قدم إماراتي يجيد اللعب في الوسط مع النادي العربي.
لعب مع أندية اتحاد كلباء ونادي عجمان و نادي الشعب ونادي دبا الفجيرة ونادي حتا والنادي العربي.

## روابط خارجية
- منصور البلوشي على موقع Soccerway.com (الإنجليزية)